# Dalibor Brozović
Dalibor Brozović (Sarajevo, 28. srpnja 1927. – Zagreb, 19. lipnja 2009.), hrvatski jezikoslovac, kroatist, akademik i političar.
Suprug hrvatske povjesničarke umjetnosti Nevenke Košutić Brozović.

## Životopis
Pučku je školu pohađao u Zenici, gimnaziju u Visokom, Sarajevu i Zagrebu. Diplomirao je hrvatski jezik i južnoslavenske književnosti (1951.) na Filozofskome fakultetu u Zagrebu. Doktorirao je 1957. disertacijom Govori u dolini rijeke Fojnice. Asistentom je na Akademiji za kazališnu umjetnost u Zagrebu (1953. – 1956.) Bio je i lektorom te predavačem na Sveučilištu u Ljubljani. Od 1956. do 1990. je bio profesorom na Filozofskome fakultetu u Zadru. Također je bio gostujućim predavačem u SAD-u (University of Michigan), Njemačkoj (Regensburg) i drugdje.
Brozović je jedan od autora Deklaracije o nazivu i položaju hrvatskog književnog jezika iz 1967., koja je označila početak kraja jugoslavenskoga jezičnoga unitarizma i nametanja hibridnoga srpsko-hrvatskoga jezika. Godine 1971. održao je u Šibeniku predavanje pod naslovom Deset teza o hrvatskom jeziku. Redoviti član HAZU je od 1986. godine, primljen je u članstvo MANU, Akademije nauka i umjetnosti BiH, te Academie Europaea. Brozović je također bio dugogodišnjim esperantistom i predsjednikom Hrvatskoga saveza za esperanto.
Potkraj osamdesetih i početkom devedesetih bio je suosnivačem i potpredsjednikom Hrvatske demokratske zajednice, te potpredsjednik tadašnjega Predsjedništva Socijalističke Republike Hrvatske i saborski zastupnik u drugom sazivu Sabora. Od 1991. do 2000. godine bio je glavnim ravnateljem Leksikografskoga zavoda Miroslava Krleže. Članom je uredništva Europskoga i Općeslavenskoga dijalektološkoga atlasa. Brozović je objavio mnoštvo radova iz područja općega jezikoslovlja, slavistike te dijalektologije i povijesti hrvatskoga standardnoga jezika. Umro je u Zagrebu.
Sa suprugom Nevenkom Košutić Brozović dobio je troje djece: Ladu (1957. – 2008.), Dunju (1960.) i Hrvoja (1965.).

## Znanstveni rad
Izuzetno su važne njegove studije iz standardologije slavenskih jezika (poglavito u knjizi "Standardni jezik", 1970.). Uz obilje vrijednih studija iz hrvatske dijalektologije, fonologije i povijesnoporedbene lingvistike, Brozović je, koristeći konceptualni instrumentarij strukturalne lingvistike (Havranek, Trubeckoj, Jakobson) ocrtao posve novu sliku hrvatske jezične povijesti koja je zamijenila rudimentarni i često pogrešni prikaz kakav je vladao u udžbenicima koji su slijedili zastarjeli mladogramatičarski pojmovni aparat i pristup.
U maestralnoj studiji Hrvatski jezik, njegovo mjesto unutar južnoslavenskih i drugih slavenskih jezika, njegove povijesne mijene kao jezika hrvatske književnosti, 1978., Brozović je podijelio hrvatski jezičnopovijesni razvoj u 3 predstandardna razdoblja i 3 standardna (za bolje objašnjenje pogledati poveznicu), s početcima standardizacije oko 1600. i uznapredovalim procesom 1750. – time bitno promijenivši do tada vladajuće predodžbe koje su se usredotočile na ulogu Hrvatskoga narodnog preporoda i Ljudevita Gaja.

### Nepotpun popis djela
- "Rječnik jezika ili jezik rječnika? : varijacije na temu varijanata" // Posebno izdanje Kritike – časopisa za kritiku, umjetnost i kulturno-politička pitanja, sv. 2. / gl. ur. Vlatko Pavletić, ur.: Dalibor Cvitan, Branimir Donat, Danilo Pejović, Petar Selem, Nakladni zavod Matice hrvatske, Zagreb, 1969.
- "Standardni jezik", Matica hrvatska, Zagreb, 1970.
- "Deset teza o hrvatskome jeziku" (Zagreb, 1971.),
- "Jezik, srpskohrvatski/hrvatskosrpski, hrvatski ili srpski", 	Jugoslavenski leksikografski zavod "Miroslav Krleža", Zagreb, 1988.,
- "Fonologija hrvatskoga književnog jezika" u knjizi Povijesni pregled, glasovi i oblici hrvatskoga književnog jezika (Zagreb, 1991.).
- "Prvo lice jednine", Matica hrvatska, Zagreb, 2005., ISBN 953-150-725-2
- "Neka bitna pitanja hrvatskoga jezičnog standarda", Školska knjiga 2006., 316 str., ISBN 953-050840-9
- "Fonologija hrvatskoga standardnog jezika", Nakladni zavod Globus, Zagreb, 2007., ISBN 978-953-167-199-6
- "Povijest hrvatskoga književnog i standardnoga jezika", Školska knjiga, Zagreb, 2008., ISBN 978-953-0-60845-0

Napomena: ovdje su pobrojana djela koje je lako naći u knjižnici svakog većeg grada Hrvatske, ukupan broj bibilografskih jedinica Dalibora Brozovića je veći od tisuću (znanstveni članci i rasprave, konferencijska priopćenja, knjige ili poglavlja, stručni članci i rasprave, pregledni članci, ostali tekstovi).

### Nagrade
- 1970. Nagrada Grada Zadra za istaknutu znanstvenu djelatnost
- 1992. Nagrada za životno djelo Republike Hrvatske
- Nositelj Velereda kralja Dmitra Zvonimira s lentom i Danicom, reda Ante Starčevića i reda Danice hrvatske s likom Ruđera Boškovića
- Nositelj bugarskog ordena Madarskog konjanika 1. reda

## Vanjske poveznice
- Akademik Dalibor Brozović
- Dalibor Brozović: interview
- Organska podloga hrvatskoga jezika
- Dalibor Brozović: Deset teza o hrvatskome jeziku  Arhivirana inačica izvorne stranice od 16. veljače 2021. (Wayback Machine)
- Dalibor Brozović: Odnos hrvatskoga i bosanskoga odnosno bošnjačkoga jezika, Jezik, Vol. 47 No. 1, 1999.
- Dalibor Brozović: Hrvatski štokavski dijalekti – razvoj i stanje, Hrvatski dijalektološki zbornik, No. 14, 2008.
- Dalibor Brozović: Gramatičke značajke hrvatskoga jezika, Jezik, Vol. 44 No. 4, 1996.